# Chirsova
Chirsova (gag. Başküü; bułg. Кирсово, Kirsowo) – wieś w południowej części Mołdawii, w Gagauzji, ok. 8 km na południe od Komratu. W 2014 roku liczyła 6298 mieszkańców, w tym 3020 Bułgarów i 2882 Gagauzów.

## Historia
Została założona w roku 1811 przez kolonistów przybyłych z obszaru Bułgarii (Gagauzi oraz Bułgarzy). Powstała wówczas wieś, która praktycznie składała się z dwóch osad: gagauskiej oraz bułgarskiej. Obie te społeczności żyły obok siebie przez długi czas w izolacji. Nie było małżeństw mieszanych. We wsi funkcjonowały nawet dwa cmentarze (gagauski oraz bułgarski), a w miejscowej cerkwi każda z tych grup miała stałe miejsce w świątyni. Obecny budynek cerkwi Zaśnięcia Matki Bożej pochodzi z roku 1886. Posiada on historyczne znaczenie dla historii i etnologii miejscowej dwuetnicznej społeczności bułgarsko-gagauskiej. W czasach radzieckich istniały dwa kołchozy (gagauski oraz bułgarski), które dopiero później zjednoczono w jedno przedsiębiorstwo. Sytuacja zaczęła się radykalnie zmieniać z początkiem lat 60. XX wieku. Obecnie Gagauzi wraz z Bułgarami mieszają się, a stare podziały straciły sens. Nadal istnieją dwa cmentarze, ale przestały one mieć etniczny charakter.

## Miasta partnerskie
- Wyłczi doł, Bułgaria

## Galeria

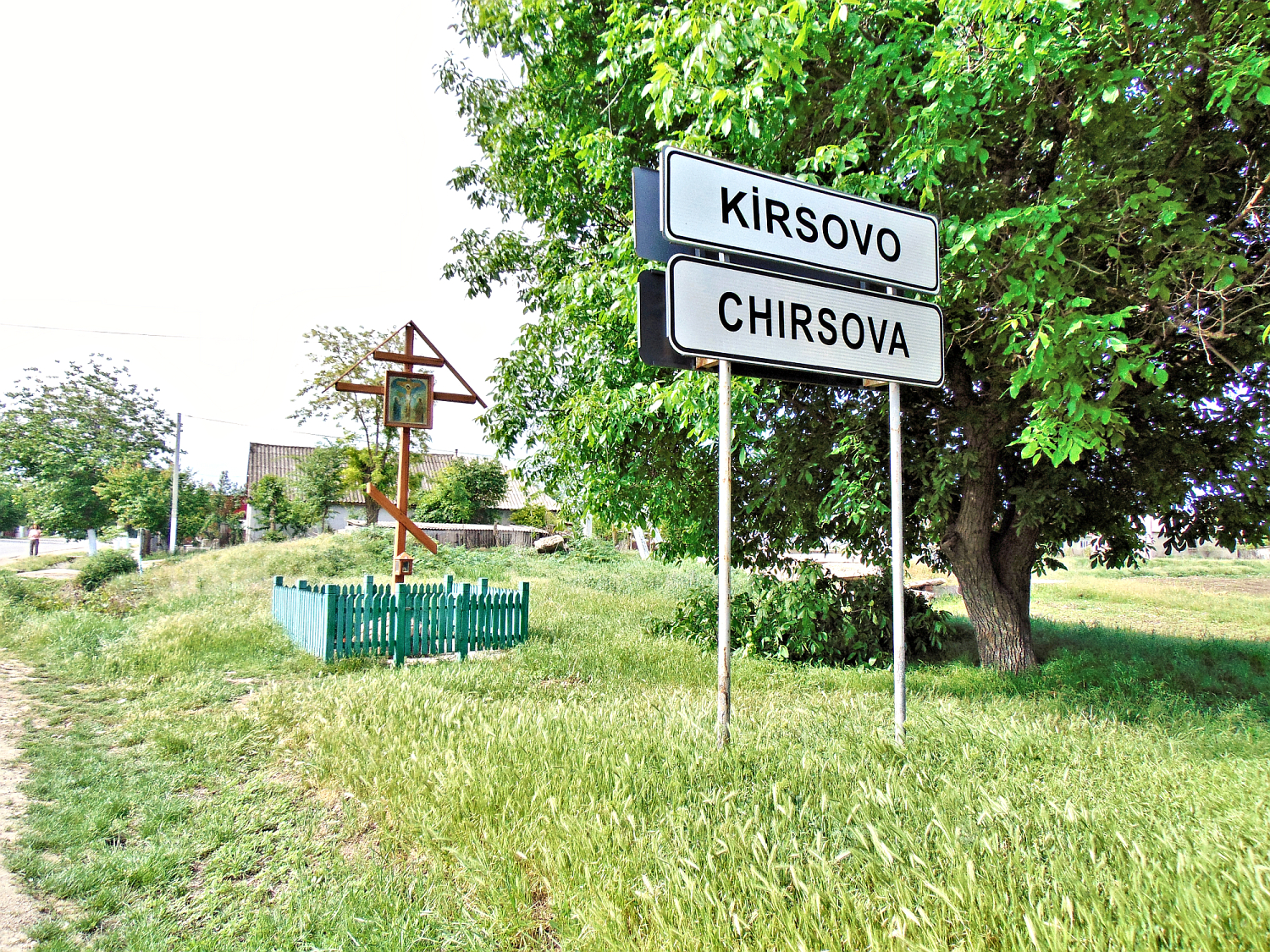
Wjazd do Kirsowa/Chirsova
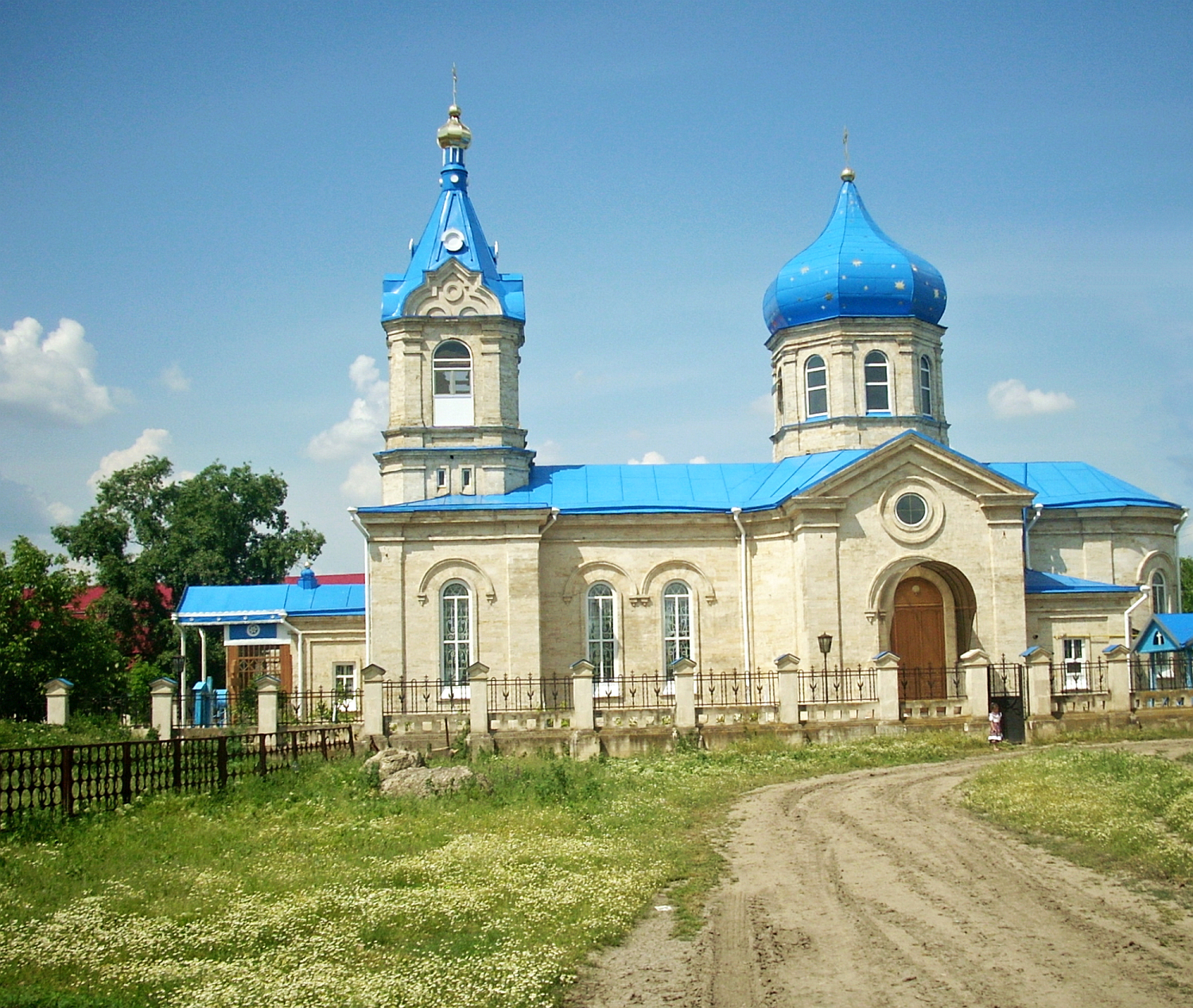
Cerkiew Zaśnięcia Matki Bożej
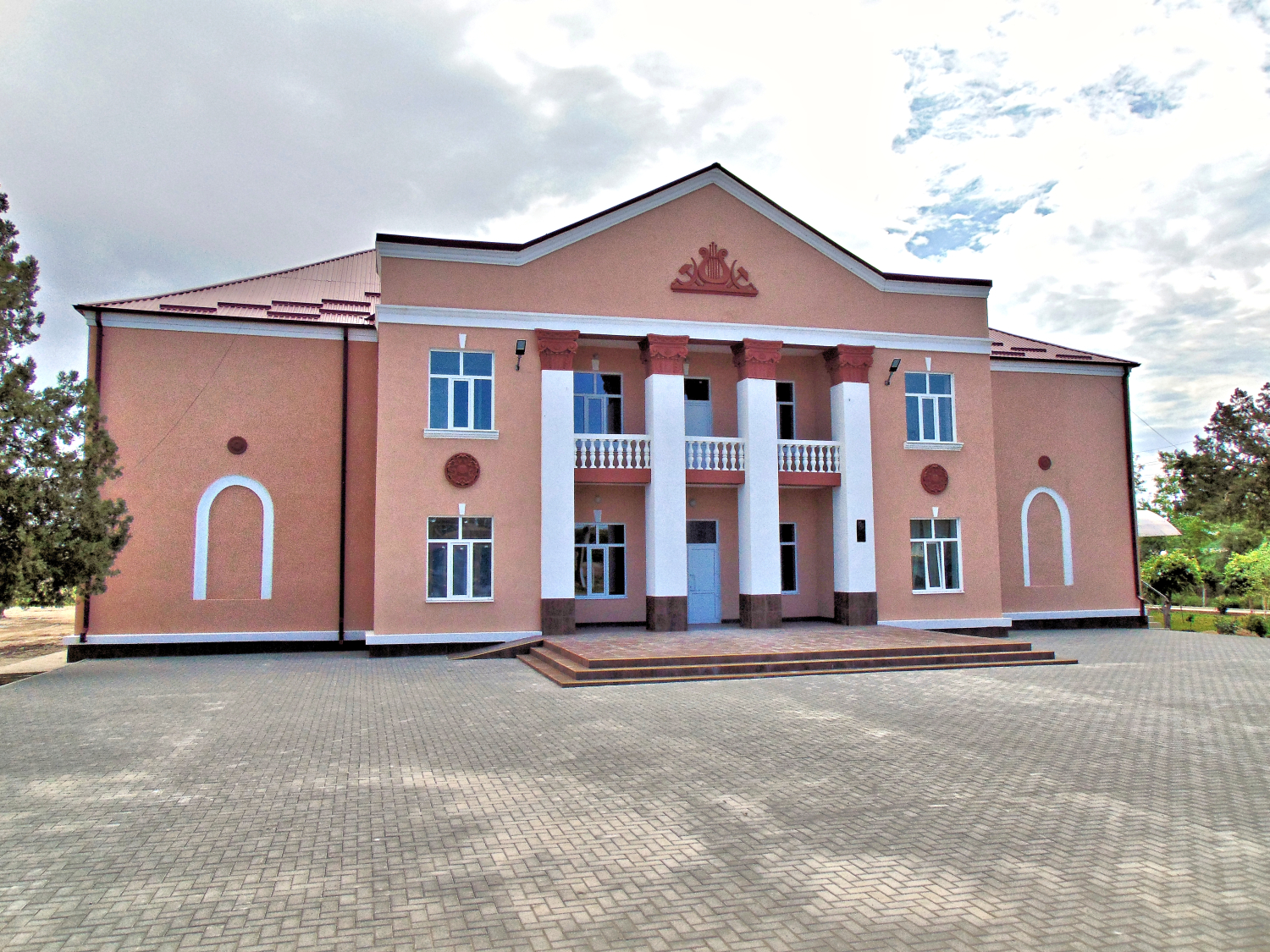
Dom kultury, symboliczna granica pomiędzy bułgarską a gagauską częścią tej miejscowości
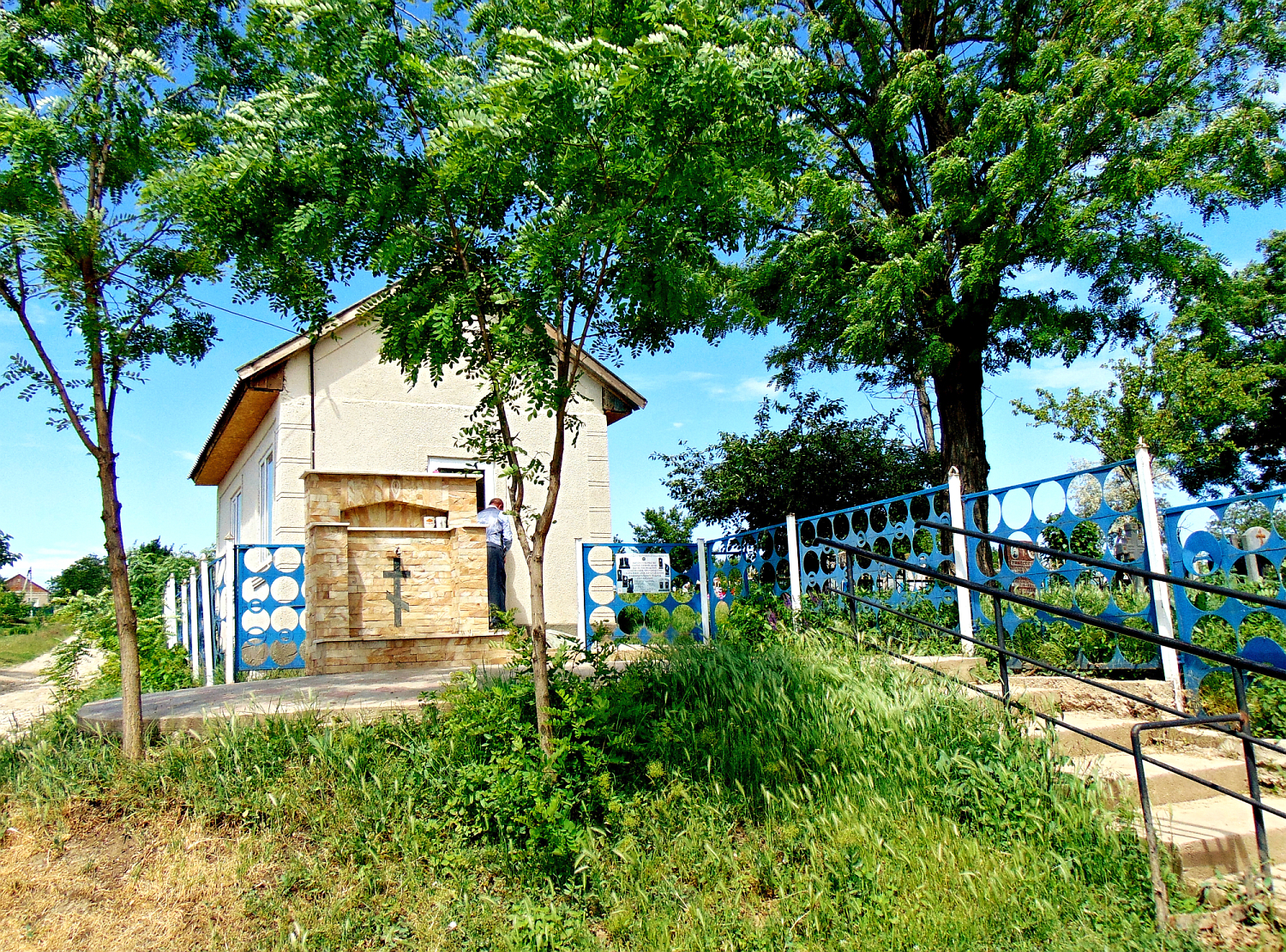
Wejście na cmentarz gagauski
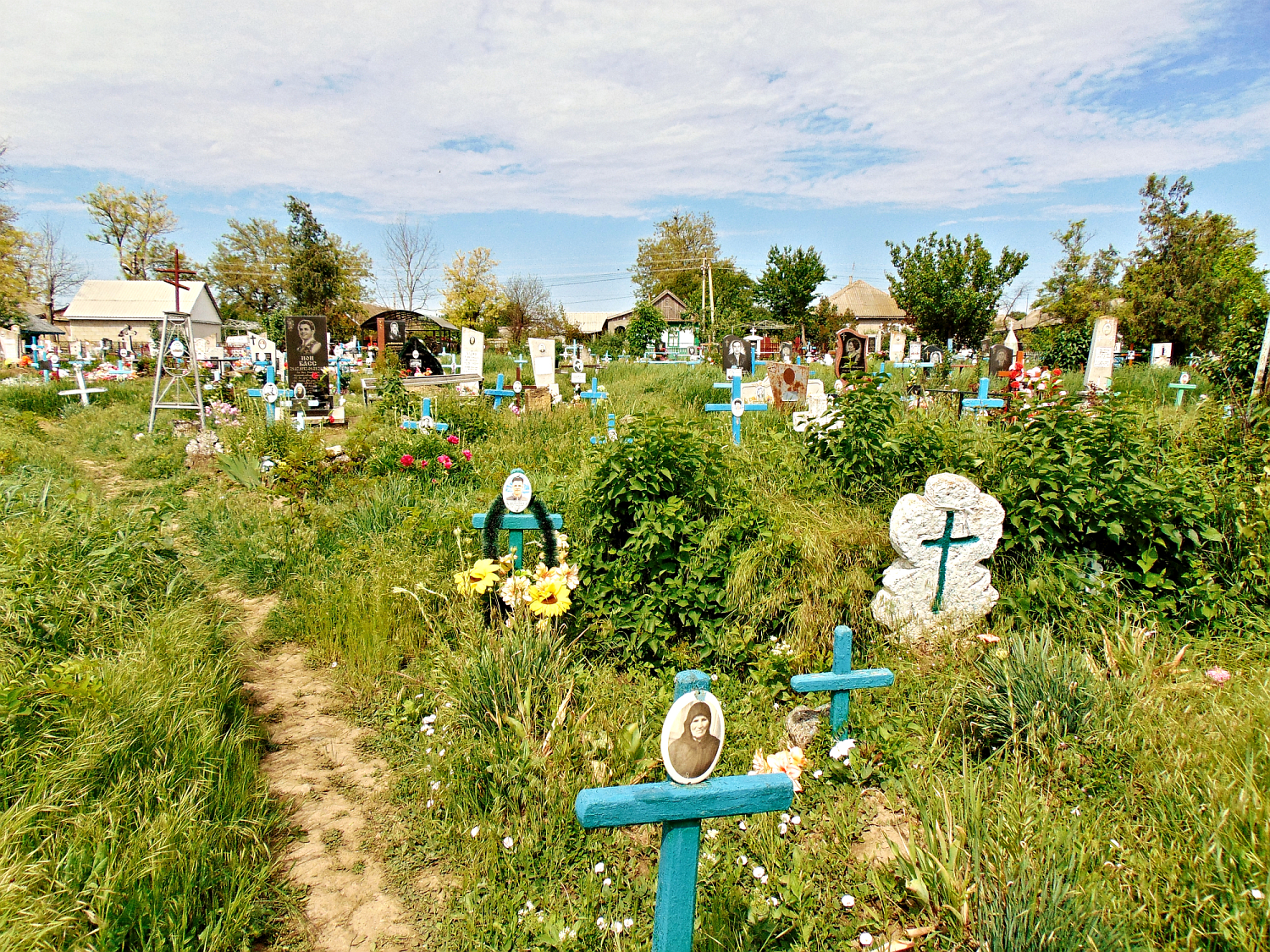
Cmentarz bułgarski
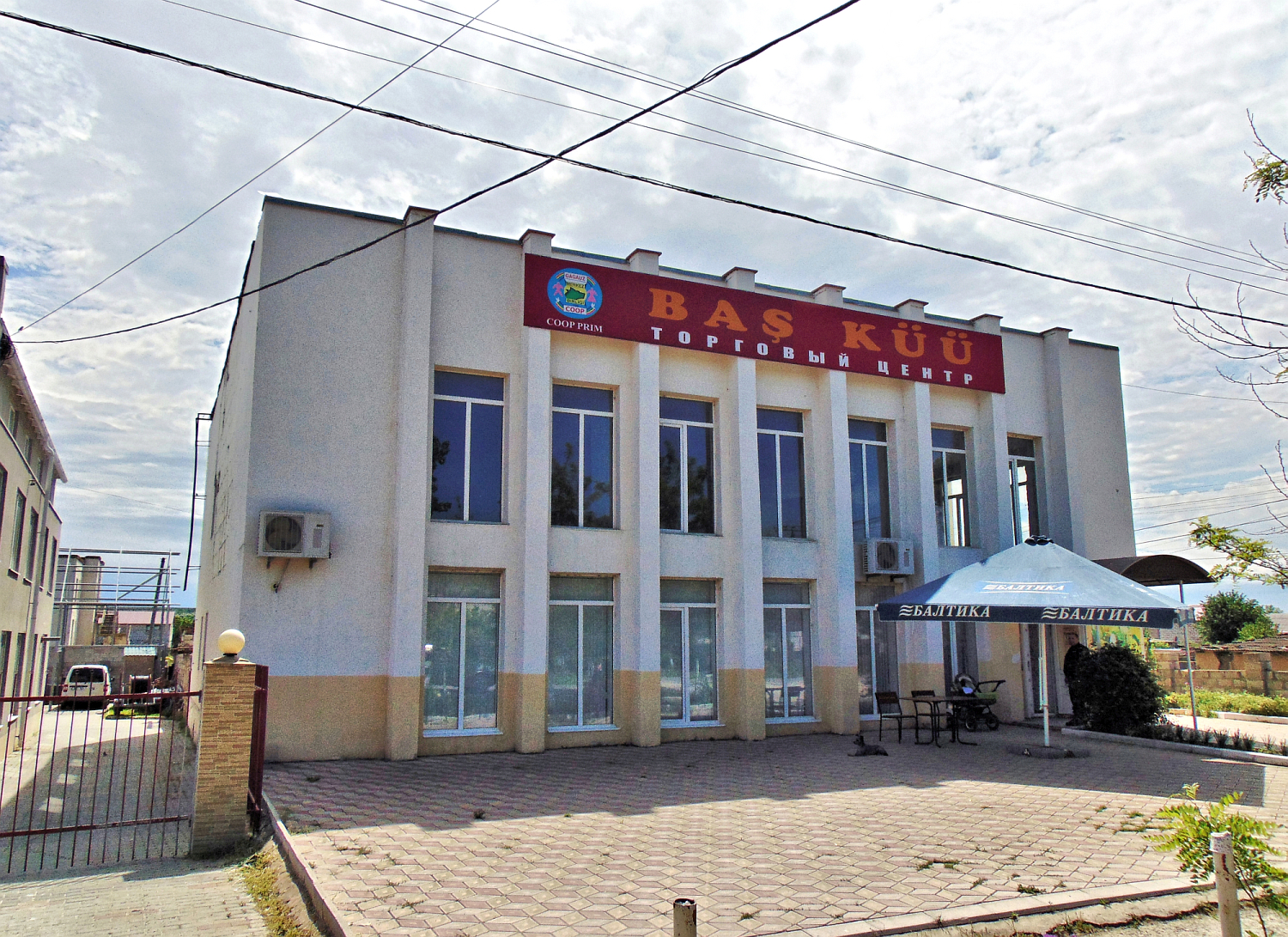
Centrum handlowe Baş Küü (gagauska nazwa miejscowości)